# Шпион (фильм, 2012)
«Шпион» — российский художественный фильм, экранизация книги Бориса Акунина «Шпионский роман». Дата выхода в прокат в России: 5 апреля 2012 года. Закрытая премьера состоялась 2 апреля.

## Аннотация
Весна 1941 года. Нацистская Германия готовится к нападению на СССР. Перед немецким агентом «Вассером» стоит задача убедить высшее руководство СССР, что до начала 1943 года войны не будет. Ослабленная репрессиями советская контрразведка ценой неимоверных усилий разоблачает шпиона, но тому удаётся успешно завершить свою миссию, получив личную аудиенцию у Сталина.

## В ролях
| Актёр                 | Роль                                               |
| --------------------- | -------------------------------------------------- |
| Данила Козловский     | Егор Дорин                                         |
| Владимир Епифанцев    | старший лейтенант госбезопасности Коган            |
| Фёдор Бондарчук       | Алексей Октябрьский, старший майор госбезопасности |
| Сергей Газаров        | «Нарком» (Лаврентий Берия)                         |
| Виктория Толстоганова | Ираида Петракович                                  |
| Анна Чиповская        | Надя                                               |
| Андрей Мерзликин      | радист Карпенко                                    |
| Виктор Вержбицкий     | сотрудник НКВД Лежава                              |
| Екатерина Мельник     | Любовь Серова                                      |
| Дмитрий Назаров       | отец Нади                                          |
| Михаил Филиппов       | «Вождь» (Иосиф Сталин)                             |
| Алексей Горбунов      | Селенцов, связник Вассера                          |
| Борис Каморзин        | шофёр НКВД Лялин                                   |
| Александр Кузнецов    | сотрудник НКВД                                     |
| Эки Хоффман           | Адольф Гитлер                                      |
| Эдгар Бёльке          | адмирал Канарис                                    |
| Феликс Шультесс       | водитель адмирала Канариса                         |
| Максим Мальцев        | Головастый                                         |

## Отличия от книги
- Местом действия в книге и фильме является идеализированная столица СССР, составленная по проектам 1930-х годов. В этой Москве построен Дворец Советов (хотя в реальности перед Великой Отечественной войной он только закладывался и при этом никогда не был построен), на Лубянской площади установлен памятник Дзержинскому (в реальности установлен был позже — в 1950-х), а здание НКВД за ним уже перестроено про проекту Щусева (в действительности окончательно осуществлён только к началу 1980-х)[4], в воздухе периодически видны дирижабли-цеппелины[5], по улицам ездят троллейбусы МТБ-82 (в реальности такие троллейбусы начали производить после ВОВ)[6]. Многие уличные сцены были сняты в Минске[4].
- В фильме показываются средства телеслежения, которые были впервые использованы спецслужбами СССР уже после войны, видеоконференция адмирала Канариса и Гитлера и очки ночного видения. Все эти технические изобретения были в тот период только в проектных стадиях развития.
- По фильму, радист Карпенко даёт показания в спецлаборатории под действием «лекарства». В книге до лаборатории дело не доходит, Карпенко «раскололся» на месте.
- В фильме Егор Дорин проводит сеансы радиосвязи с Абвером после встречи с Петракович под землёй, где-то рядом с метро, откуда он выбирается через канализационный люк. В книге он находится в заточении в выселенном доме, откуда сбегает через подъезд.
- В книге жертвами подстроенной НКВД аварии двухэтажного троллейбуса стали 82 пассажира, в фильме число сократили до 43 человек.
- Главный герой Егор Дорин, попав в плен, проводит там всего один сеанс связи. При этом в книге Дорин оказывается прикованным к кровати пленником на четыре недели. Всё это время он передаёт шифрованные сообщения в Абвер, а сама спецгруппа «Затея» считает его героически погибшим (по возвращении Егор обнаруживает на стенде «Они погибли во славу Родины» свою выцветшую на солнце фотографию).
- Во время допроса Когана, по словам врача, «объект» может отвечать на вопросы не три, а двадцать три минуты. Соответственно, он успевает сказать Октябрьскому и Дорину, что война начнётся 22 июня, о чём Октябрьский сразу пытается доложить Наркому, но тот уже вылетел к командующим округами.
- В фильме встреча Берии и Дорина происходит в коридоре Центрального здания на Лубянке, откуда Егора выводят сотрудники НКВД. Нарком требует выгнать его из органов, так как им тут «не нужны истерики». В книге же встреча их происходит в кабинете Октябрьского с глазу на глаз, и Берия предстаёт куда более спокойным. Они с Дориным разбирают проблему пропавшего Октябрьского, а Нарком отзывается о Дорине с положительной точки зрения и из органов его никто не гонит.
- Октябрьский по книге предположительно застрелился в телефонной будке, а в фильме смерть Октябрьского, сбитого грузовиком, представлена как реальный факт, причём упущен важный подтекст — Октябрьскому цыганка нагадала, что тот умрёт ровно в 12 дня. И когда в кабинете на Лубянке бьют часы, связь прерывается. Однако в конце фильма диктор говорит, что тело Октябрьского не было найдено.
- В концовке фильма Дорин утверждает, что война начнётся «завтра в четыре утра». По книге до 22 июня остаётся ещё десять дней, на которые Дорин собирается ехать в отпуск по совету Наркома. В фильме же он вновь встречается с Надей, а во время их встречи звучит сообщение о начале войны и говорится о дальнейшей судьбе Дорина, упоминается о рождении сына и об участии Дорина в спецоперации в 1942 году. Соответственно, концовка полностью создана сценаристами фильма. В книге нет ни слова о будущем лейтенанта Дорина. Всё, что мы знаем — это его желание уйти из органов и вернуться в лётчики.
- «Книжный» Дорин не расшифровывает радиограммы Вассера. Нарком (будучи сам в заблуждении) убеждает Егора, что войны в ближайшее время не будет.
- В фильме Любовь Серова и Октябрьский танцуют сначала танго, а потом сальсу. В то время как сальса возникла в 1970-х.
- В романе Сталин принимает Когана в своём Кремлёвском кабинете. В фильме этот эпизод гиперболизирован — встреча проходит в огромном помещении на верхнем этаже Дворца Советов. По книге, Вассер «отключает» Берию на 15 минут во время встречи с Вождём. В фильме Нарком просто уходит, оставляя Сталина и Вассера одних, а Вассер разряжает стреляющую ручку в витраж в знак мирных намерений.

## Съёмочная группа
- Режиссёр — Алексей Андрианов
- Продюсер — Леонид Верещагин, Сергей Шумаков
- Сценарист — Владимир Валуцкий
- Художник-постановщик — Виктор Петров
- Оператор — Денис Аларкон-Рамирес
- Постановщик трюков — Валерий Деркач
- Монтаж (ТВ-версия) — Лука Парацелс

## Отзывы в прессе
Из статьи о фильме «Шпион» в журнале «Известия»:

Российский фильм «Шпион», проданный в США для показа по системе VOD (видео по запросу), всего за несколько дней пребывания на видеосервисе HULU вышел по количеству просмотров на 14-е место среди 2,5 тыс. европейских, американских и азиатских картин.
— Это экстраординарный результат, — прокомментировала информацию Элеонора Граната, представляющая в Лос-Анджелесе компанию «Роскино».

Из рецензии на фильм «Шпион» в журнале «Сеанс»:

Андрианов создал контрастную эстетику Готэм-сити: бэтмобили, чёрная кожа, ампирные храмы добра и готические вражьи чертоги. Он вписал Сталина в кремовые балюстрады виртуального Дворца Советов, будто снятого с полотен Комара и Меламида (там, где к Вождю прилетает с перстами пурпурными Эос). Он озарил бастионы Лубянки алыми зарницами и разве говорящих летучих мышей не нагнал, хотя мог. И нарочито «жирная», как в немом кино, актёрская игра является очевидной режиссёрской задачей: звериный оскал фосфорической женщины Толстогановой, басаврючий хохоток Газарова-Берии, гримасы Бондарчука и коленца Горбунова вполне соответствуют природе жанра.

Из рецензии на фильм «Шпион» в журнале «Московские новости»:

Роман и фильм предлагают свою версию того, почему именно Сталин не верил. Прелесть в том, что эта версия абсолютно нафантазированная и внеисторическая (впрочем, пусть кто-нибудь, хотя бы и истерик Кургинян, предложит некую «историческую»). Прежде я не раз завидовал Голливуду, который раскован, способен на фантазии по поводу истории Америки и увлекает ими массы публики по всему миру. Теперь и наш фильм раскованно фантазирует по поводу истории СССР — и эта фантазия азартна и увлекательна.

Из рецензии на фильм «Шпион» в издании Газета.Ру:

«Шпион» — первая удачная экранизация прозы Бориса Акунина, помещённой в единственно подходящее для неё пространство кинокомикса.

Из рецензии на фильм «Шпион» в газете «Труд»:

У Андрианова получилась ироничная, насыщенная, наполненная и шикарными, и забавными эпизодами фантазия. Где имеется, например, дивное танго Октябрьского с отбитой им в ресторане у несимпатичных юношей кинозвездой Любовью Серовой (Екатерина Мельник) — и в этой сцене изысканно-самодовольный герой Бондарчука вызывает примерно те же ощущения, что и придуманная Андриановым имперская Москва.

## Отзывы историков
Историки С. Девятов, Ю. Борисенок, В. Жиляев и О. Кайкова отметили, что в фильме нет совсем исторической достоверности. Историки указали, что гитлеровские агенты в Москве накануне войны были, но в гораздо меньшем количестве и не с такими замыслами.